# Lochmaea capreae
Espèce
Lochmaea capreae, (parfois orthographiée L. caprea), la galérucelle du saule marsault, est une espèce d'insectes de l'ordre des coléoptères, de la famille des chrysomélidés.